# Héctor Fort
Héctor Fort García (Barcelona, 2006. augusztus 2. –) spanyol utánpótlás válogatott labdarúgó, hátvéd. A La Ligában szereplő FC Barcelona játékosa.

## Pályafutása

### FC Barcelona
2023. június 6-án Xavi lehetőséget adott neki, a Tokióban megrendezett Vissel Kobe elleni barátságos mérkőzésen. A 2–0-ás győztes találkozó második félideje elején Marcos Alonso cseréjeként mutatkozott be a csapatban.
December 13-án debütált  tétmérkőzésen, a Royal Antwerp elleni idegenbeli 2–0-ás bajnokok ligája-mérkőzésen.

## Statisztika
2025. február 22-i állapot szerint
| Klub             | Szezon           | Bajnokság          | Bajnokság | Bajnokság | Nemzeti kupa | Nemzeti kupa | Nemzetközi kupa | Nemzetközi kupa | Egyéb | Egyéb | Összes | Összes |
| Klub             | Szezon           | Liga               | Mérk.     | Gólok     | Mérk.        | Gólok        | Mérk.           | Gólok           | Mérk. | Gólok | Mérk.  | Gólok  |
| ---------------- | ---------------- | ------------------ | --------- | --------- | ------------ | ------------ | --------------- | --------------- | ----- | ----- | ------ | ------ |
| Barcelona B      | 2023/24          | Primera Federación | 13        | 1         | —            | —            | —               | —               | 4     | 1     | 17     | 2      |
| Barcelona B      | 2024/25          | Primera Federación | 1         | 0         | —            | —            | —               | —               | —     | —     | 1      | 0      |
| Barcelona B      | Összesen         | Összesen           | 14        | 1         | —            | —            | —               | —               | 4     | 1     | 18     | 2      |
| Barcelona        | 2023/24          | La Liga            | 7         | 0         | 2            | 0            | 1               | 0               | 0     | 0     | 10     | 0      |
| Barcelona        | 2024/25          | La Liga            | 11        | 0         | 1            | 0            | 1               | 0               | 0     | 0     | 13     | 0      |
| Barcelona        | Összesen         | Összesen           | 18        | 0         | 3            | 0            | 2               | 0               | 0     | 0     | 23     | 0      |
| KARRIER ÖSSZESEN | KARRIER ÖSSZESEN | KARRIER ÖSSZESEN   | 32        | 1         | 3            | 0            | 2               | 0               | 4     | 1     | 41     | 2      |

1. ↑  Mérkőzése(i) a(z) Primera Federación play-offs-ban
2. 1 2  Mérkőzése(i) a(z) Bajnokok ligájában

## Sikerei, díjai
- FC Barcelona
  - La Liga: 2024–2025
  - Copa del Rey: 2024–2025
  - Supercopa de Espana: 2025

## További információ(k)
- Héctor Fort adatlapja a(z) La Liga weboldalán (angolul)
- Héctor Fort adatlapja a Transfermarkt oldalon (angolul)
- Héctor Fort adatlapja a Soccerway oldalon (angolul)